# پرتاب (فیلم)
پرتاب (به انگلیسی: Throw Down) در چین به عنوان لیست اژدها و ببر جودو (چینی ساده: 柔道龙虎榜; چینی سنتی: 柔道龍虎榜) یک فیلم هنرهای رزمی هنگ کنگی محصول سال ۲۰۰۴ به کارگردانی جانی تو است که بازیگرانی چون لوئیس کو، آرون کووک، چری ینگ و تونی لیانگ کا-فای در آن نقش‌آفرینی می‌کنند. جانی تو این فیلم را به فیلمساز فقید ژاپنی آکیرا کوروساوا تقدیم کرده و در ساخت آن از عناصر اولین فیلم سینمایی کوروساوا به نام سانشیرو سوگاتا الهام گرفته است. فیلم پرتاب اولین بار در شصت و یکمین جشنواره بین‌المللی فیلم ونیز به نمایش درآمد.

## خلاصه داستان
سزه-تو بو، مدیر کارائوکه و رهبر گروه موسیقی، استاد و قهرمان سابق جودو است که چند سال پیش به دلایل نامعلومی جودو را کنار گذاشته و دچار افسردگی و الکلیسم شده است. تونی، قهرمان کنونی جودو و یک مبارز رقابتی، بو را تحسین می‌کند و او را به مبارزه دعوت می‌کند. رقیب قدیمی بو، لی آ-کونگ نیز برای چالش بو در یک رقابت قدیمی ناتمام به میدان می‌آید.
مونا، زنی از تایوان که آرزوی خوانندگی دارد اما نزدیک بود توسط مدیر شرورش به فحشا کشیده شود، به کارائوکه بو پناه می‌برد. او به کارائوکه بو پناه می‌برد. او به همراه بو به دنبال مربی‌اش، چنگ، یک پیرمرد ضعیف با پسری مبتلا به زوال عقل به نام چینگ می‌گردند. چنگ از شاگردش می‌خواهد که به او کمک کند تا شهرت دوجوی خود را که به خرابه‌های افسرده تبدیل شده بازگرداند.
بو سرانجام نمی‌تواند راز خود را نگه دارد و دلیل واقعی ترک جودو را فاش می‌کند: او به بیماری غیرقابل درمان شبکیه چشم مبتلا شده و بینایی‌اش به تدریج کاهش یافته است؛ او تنها یک دهم از بینایی خود را حفظ کرده است. هنگامی که استاد چنگ به خاطر ایده‌آل‌هایش در صحنه جودو می‌میرد، روح مبارزه بو دوباره بیدار می‌شود. بو مصمم است تا قبل از اینکه آخرین خط نور را ببیند، تمام حریفانش را شکست دهد.

## بازیگران
- لوئیس کو در نقش سزه-تو بو
- آرون کووک در نقش تونی
- چری ینگ در نقش مونا
- تونی لیانگ کا-فای در نقش لی کونگ
- چیانگ سیو-فای در نقش رئیس وحشی
- لو هوئی-پانگ در نقش چنگ
- کالوین چوی در نقش جینگ
- جردن چان به عنوان نماینده مونا
- جک کائو در نقش پدر مونا
- آلبرت او
- یانگ فان
- وینگ چونگ

## اکران
پرتاب در هنگ کنگ در ۸ ژوئیه ۲۰۰۴ و در ایالات متحده در ۲۲ ژوئیه ۲۰۰۴ اکران شد.

## بازخورد
در متاکریتیک، این فیلم بر اساس نقدهای چهار منتقد (نیویورک تایمز، ورایتی، ویلج ویس و تی‌وی گاید) امتیاز ۵۳ از ۱۰۰ را کسب کرده است.

## رسانه خانگی
فیلم پرتاب در ۳ سپتامبر ۲۰۰۴ در هنگ کنگ بر روی دی‌وی‌دی و ویدئو سی‌دی  منتشر شد. در ایالات متحده، این فیلم در ۲۶ ژوئیه ۲۰۰۵ توسط تای سنگ بر روی دی‌وی‌دی منتشر شد. این فیلم در ۹ اوت ۲۰۱۱ توسط شرکت Kam & Ronson Enterprises در هنگ کنگ بر روی دیسک بلوری  منتشر شد.
در ۱۸ می ۲۰۲۰، شرکت بریتانیایی رسانه خانگی Eureka Entertainment، فیلم پرتاب را بر روی بلو-ری برای مجموعه «استادان سینما» منتشر کرد؛ این نسخه شامل یک مستر جدید با وضوح ۴کی و یک تفسیر صوتی جدید از فرانک جِنگ بود. این فیلم در ۲۱ سپتامبر ۲۰۲۱ توسط مجموعه کرایتریون در آمریکای شمالی بر روی بلو-ری منتشر شد و شامل مصاحبه‌های جدید با فیلمنامه‌نویس یائو نای-هوی، آهنگساز پیتر کم، و محققان سینمایی دیوید بوردول و کارولین گوو، همراه با یک مقاله از منتقد سینما شان گیلمن است.